# Ormosia nobilis
Ormosia nobilis är en tvåvingeart som beskrevs av Alexander 1964. Ormosia nobilis ingår i släktet Ormosia och familjen småharkrankar. Inga underarter finns listade i Catalogue of Life.